# ベストターンドアウト賞
ベストターンドアウト賞 (Best Turned Out Award)は、競馬に設けられた表彰制度のひとつであり、パドックにおいて「人馬の一体感」を最もよく醸成できた厩務員に対して贈られる。
イメージとしては「ベストドレッサー賞」に相当する審査として設けられ、審査を行うポイントとして、パドックの人馬が「馬の手入れがよくなされているか」「馬の躾がよくなされているか」「人馬が一体感をもったパレードがなされているか」といった点の審査がなされる。馬が醸成する優雅さはもとより、引き馬を行っている担当者の整然さも問われる審査内容である。
ヨーロッパの競馬シーンではすでに「ベストターンドアウト賞」のような審査は浸透している。ヨーロッパのホースマンが日本競馬を見学した際に、競馬をとりまく環境は一定のレベルに達したにもかかわらずパドックを見ると、引き馬を行う担当者の外観がルーズである、馬の手入れが丹念に行われていない、馬を強引に抑え込むような場面が見られ「パドックはまるで工事現場のようだ」と苦言を呈し、人馬の一体感が醸成できていないことを指摘した。このような指摘をもとに「ベストターンドアウト賞」が設立された背景がある。
ベストターンドアウト賞が日本で創設されたのは2013年の「第80回東京優駿」であり、初めてとなるベストターンドアウト賞を受賞した人馬は、青野泰允とレッドレイヴンのペア（藤沢和雄厩舎・レースは内田博幸騎手が騎乗して12着だった）であった。なお、海外に遠征した日本の人馬が「ベストターンドアウト賞」に該当する賞を受賞したことがある例として、2005年のインターナショナルステークスの川越元厩務員とゼンノロブロイ、2008年ブリーダーズカップ・クラシックの前田厩務員とカジノドライヴ、2012年のキングジョージ6世&クイーンエリザベスステークスの貝沢厩務員とディープブリランテ、2020年のエクリプスステークスのディアドラと込山厩務員がある。